# Посёлок Вагонников
Посёлок Вагонников — посёлок в черте города Твери, расположенный в заволжской (левобережной) части Твери на северной окраине города; часть Заволжского района Твери. Почтовый индекс — 170012.
Посёлок застроен преимущественно домами частной застройки, а также коттеджами. В посёлке живут многие работники Тверского вагоностроительного завода и пенсионеры, работавшие на заводе. В посёлке нет медицинских и образовательных учреждений, единственная школа была закрыта из-за аварийного состояния. По территории посёлка проходит железная дорога — ответвление от главного хода Октябрьской железной дороги на Васильевский Мох.
В октябре 1941 года в районе посёлка Вагонников проходила линия фронта; большая часть города Калинина была захвачена фашистами, однако посёлки Вагонников, Силикатный и Соминка удерживали советские войска, которые не дали фашистам обойти Москву с севера. С 17 октября по 21 ноября 1941 года в посёлках Вагонников и Соминка стояла 131-я стрелковая дивизия..